# Bae Ga-ram
Pour les articles homonymes, voir RAM.
Bae Ga-ram (né en 1992 à Séoul) est un gymnaste sud-coréen.

## Carrière
Il se classe 14e du concours général des Championnats du monde de gymnastique artistique 2017.